# پاب‌کم
پاب‌کم(به انگلیسی: PubChem) یک بنیان داده‌ها مربوط به مولکول‌های شیمیایی است که توسط مؤسسه ملی سلامت در ایالات متحده آمریکا ایجاد شده‌است. این سامانه توسط مرکز ملی اطلاعات زیست‌فناوری نگهداری می‌شود که جزئی از کتابخانه ملی پزشکی ایالات متحده آمریکا است.
این سامانه شامل مولکول‌های کوچک که شامل کم‌تر از ۱۰۰ اتم یا ۱۰۰۰ پیوند شیمیایی باشند می‌شود.